# Zvi Hecker
Zvi Hecker (Cracovia, Segunda República Polaca; 31 de mayo de 1931 - 24 de septiembre de 2023) fue un arquitecto israelí de origen polaco.

## Biografía
Zvi Hecker se crio entre Polonia y Samarcanda. Empezó sus estudios de arquitectura en la Universidad Tecnológica de Cracovia, hasta 1950, año en que emigró a Israel. Allí continuó sus estudios en el Instituto Tecnológico de Israel, donde se graduó en 1955. Fue alumno de Alfred Neumann.
Entre 1955 y 1957 sirvió en el Cuerpo de Ingeniería de Combate de las Fuerzas de Defensa de Israel y tras finalizar el servicio militar, fundó un estudio junto con el que había sido compañero de clase en la universidad Eldar Sharon y Alfred Neumann. Proyectaron y construyeron numerosas obras como el Club marítimo mediterráneo en Aczib (1960-1961), la casa Dubiner (1963), la Escuela de formación Chaim Laskov (1963-1967), la escuela principal de oficiales de las Fuerzas de Defensa de Israel (1969-1971), o el ayuntamiento de Bat Yam (1963-1969), entre otros. En 1991 fundó su estudio propio en Berlín y hasta la actualidad ha participado en proyectos de planificación para la comunidad judía alemana u otros proyectos internacionales.
Sus diseños guardan similitudes con el movimiento conocido como Metabolist, con una obra en la que se hace hincapié en la geometría y la asimetría, y que se apoya en formas de la naturaleza para llevar a cabo la planificación morfológica de las estructuras.
Hecker ha impartido clases en la Universidad de Artes Aplicadas de Viena, en la Universidad Estatal de Iowa, o en la Universidad de Texas en Arlington, entre otras. Ha publicado libros como coautor junto con Peter Cook o John Hejduk.
Los últimos años de su vida vivió entre Berlín y Tel Aviv.